# 새로온 수위
새로온 수위(The New Janitor)는 미국에서 제작된 찰리 채플린 감독의 1914년 영화이다. 찰리 채플린 등이 주연으로 출연하였고 맥 세네트 등이 제작에 참여하였다.

## 출연

### 주연
- 찰리 채플린

### 조연
- 제스 댄디
- 존 프란시스 딜론
- 민타 더피
- 알 세인트 존